# Antonio Fornoni
Antonio Fornoni (Venezia, 18 settembre 1825 – Venezia, 7 aprile 1897) è stato un politico italiano. Era figlio di Fornoni Giovanni e Breda Elisabetta.